# Bouira (provins)
36°23′N 3°54′Ø / 36.38°N 3.9°Ø
Provinsen Bouira (arabisk: ولاية البويرة, berbisk: ) er en af Algeriets 48 provinser. Administrationscenteret er Bouira.